# Journal de Botanique de la Société Botanique de France
Journal de Botanique de la Société Botanique de France (abreviado J. Bot. Soc. Bot. France) es una revista con ilustraciones y descripciones botánicas que es editada en Francia por la Société Botanique de France. Se publica desde el año 1997. 
Cada edición, con tapa ilustrada, tiene un centenar de páginas sobre la flora, la sistemática, fitosociología, fitogeografía de la ecología de las plantas, y disciplinas conexas, y la botánica aplicada.
La botánica francesa que juega un papel importante, pero la revista también cubre la botánica en Europa y en todo el mundo, incluyendo la botánica tropical.